# سيزار لا باغليا
سيزار لا باغليا (بالإسبانية: El Suplente)‏ هو لاعب كرة قدم أرجنتيني في مركز الوسط، ولد في 25 فبراير 1979 في بوينس آيرس في الأرجنتين. لعب مع أرجنتينوس جونيورز وإنديبندينتي ميديلين وبوكا جونيورز وتاليريس كوردوبا وديفينسور سبورتينغ وفيتوريا سيتوبال ونادي تينيريفي.

## وصلات خارجية
- سيزار لا باغليا على موقع قاعدة بيانات كرة القدم.إي يو (الإنجليزية)
- سيزار لا باغليا على موقع Soccerway.com (الإنجليزية)